# Revò
Revò est une ancienne commune italienne d'environ 1 300 habitants située dans la province autonome de Trente dans la région du Trentin-Haut-Adige dans le nord-est de l'Italie. Le 1er janvier 2020, elle a fusionné avec les municipalités de Cagnò, Cloz, Brez et Romallo dans la nouvelle municipalité de Novella.

## Géographie
La commune de Revo se situe au nord-est de l'Italie, dans la province sud de la région de Trentin-Haut-Adige, à proximité des Alpes suisses et de l'Autriche.

## Économie
Autrefois spécialisée dans la culture vinicole, la commune de Revò s'est aujourd'hui reconvertie dans la production et culture de pommes, dont elle reste dépendante. Pour lutter contre les attaques récurrentes des oiseaux, elle a installé une bâche capable de protéger une grande partie de ses vergers. Plus de 5.000 agriculteurs de la région sont membres de la coopérative Melinda, un consortium de producteurs de pommes dans le Val di Non et du Val di Sole qui contrôle la qualité des pommes et les commercialise sous le nom "Melinda".

## Administration
| Période                                  | Période | Identité | Étiquette | Qualité |
| ---------------------------------------- | ------- | -------- | --------- | ------- |
|                                          |         |          |           |         |
| Les données manquantes sont à compléter. |         |          |           |         |

### Hameaux
Tregiovo

### Communes limitrophes
Lauregno, Rumo, Cagnò, Cloz, Romallo, Sanzeno, Cles

## Galerie

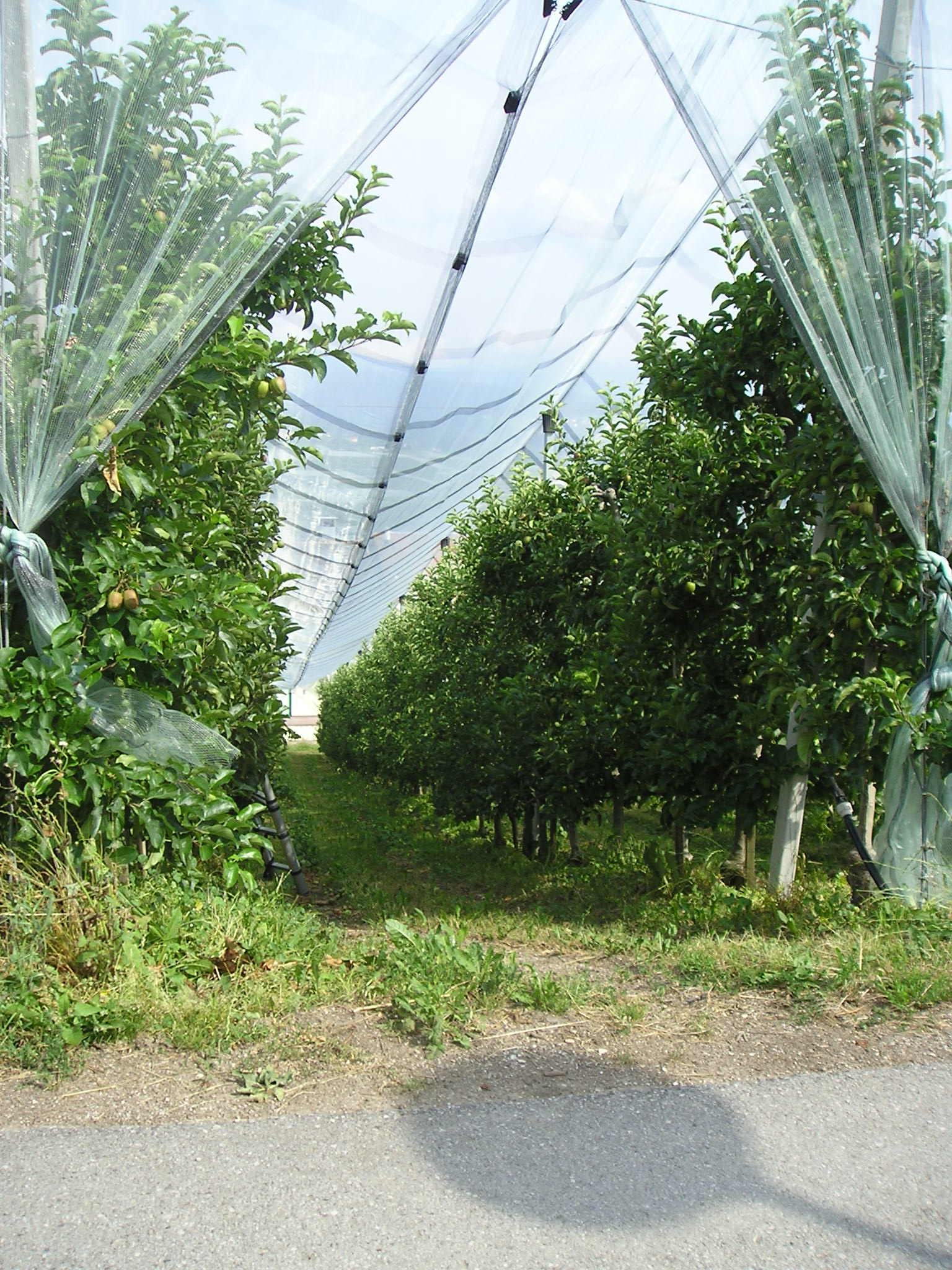
Bâche recouvrant une partie de la plantation
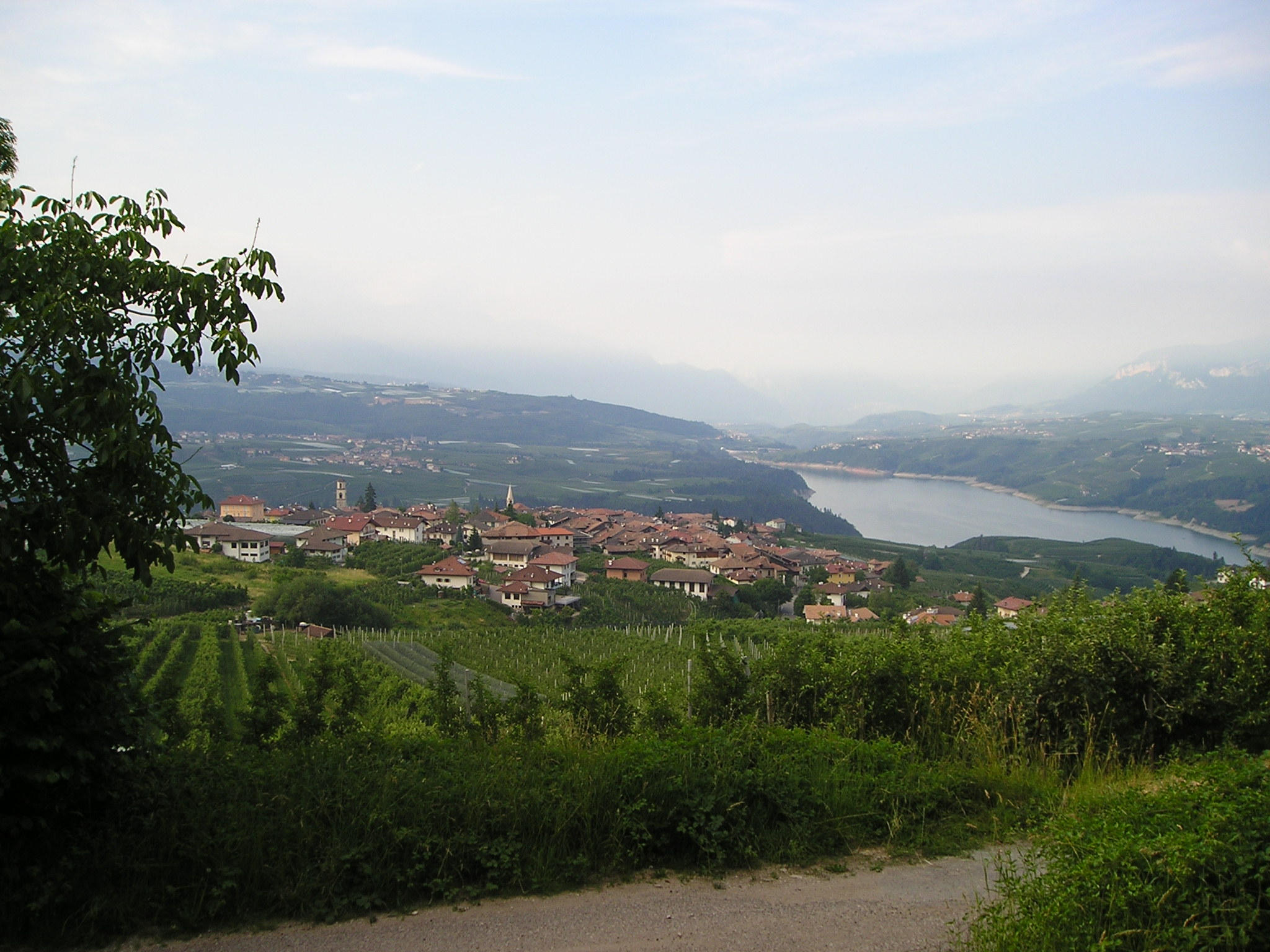
Revò et Lago di Santa Giustina
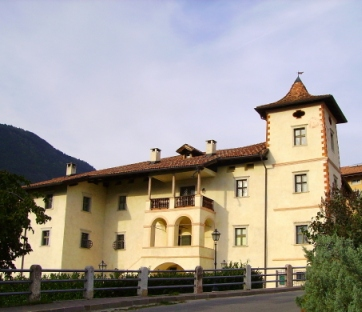
Maison Campia
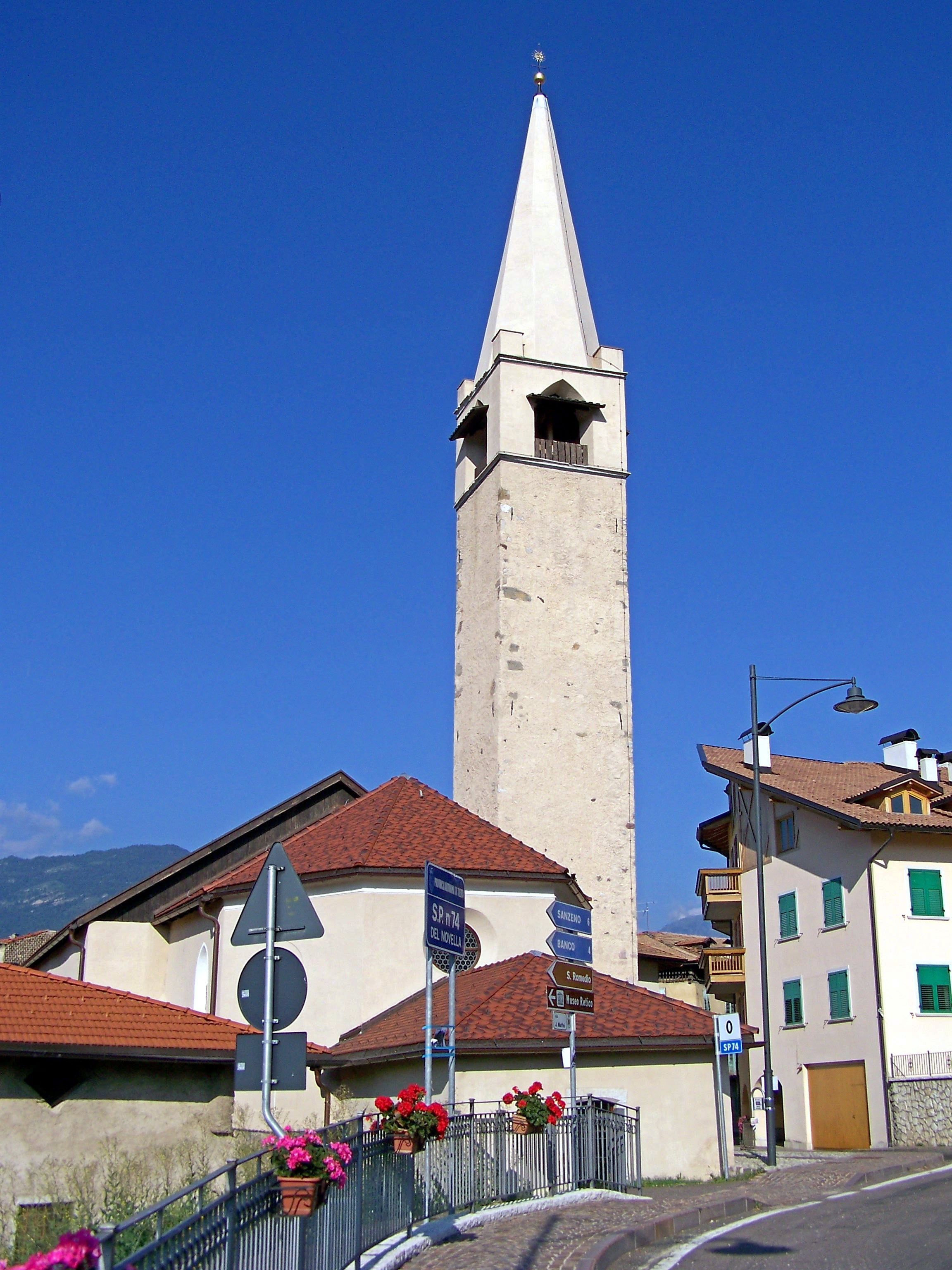
Campanile Santa Maria
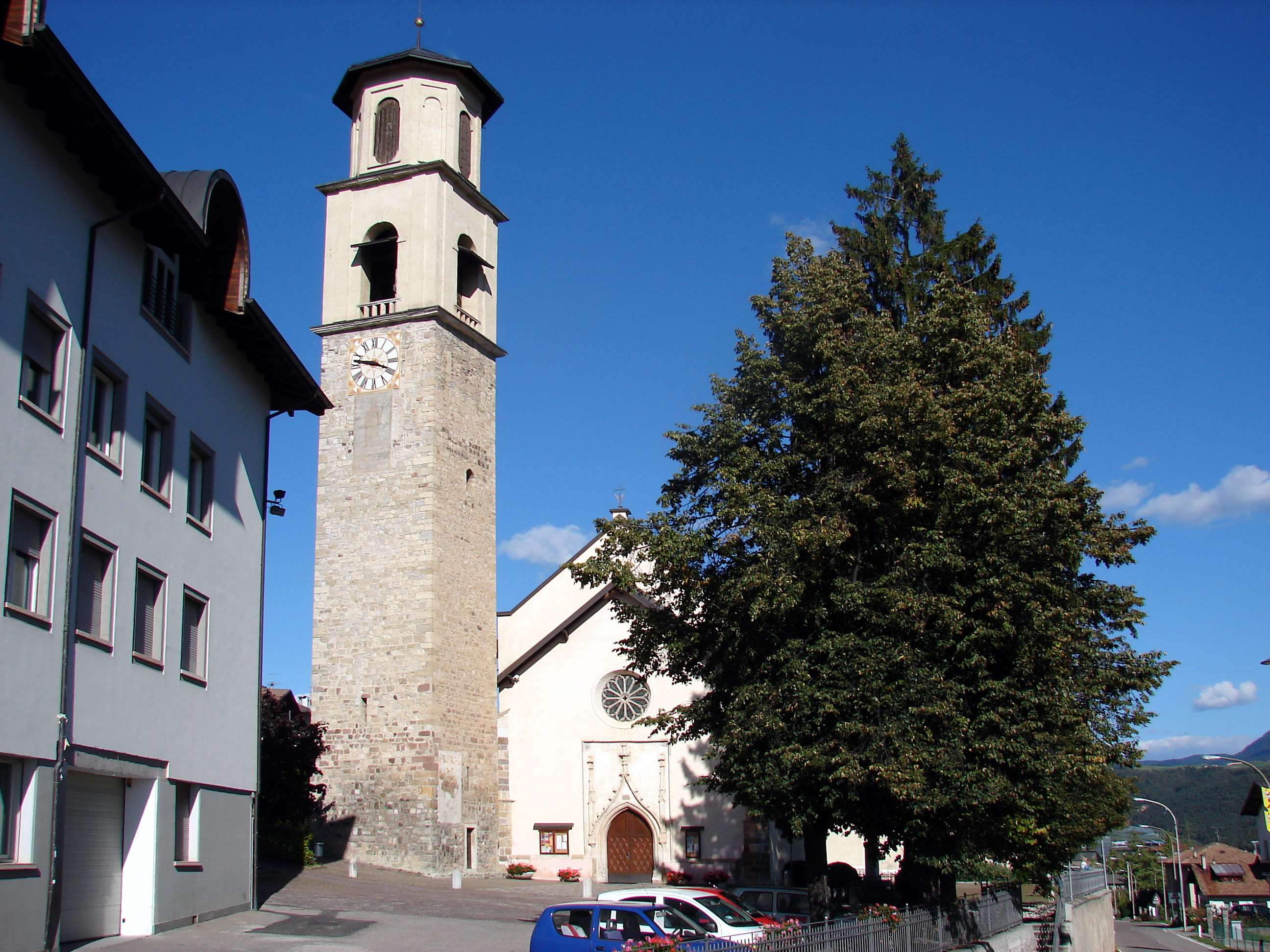
Église saint Étienne
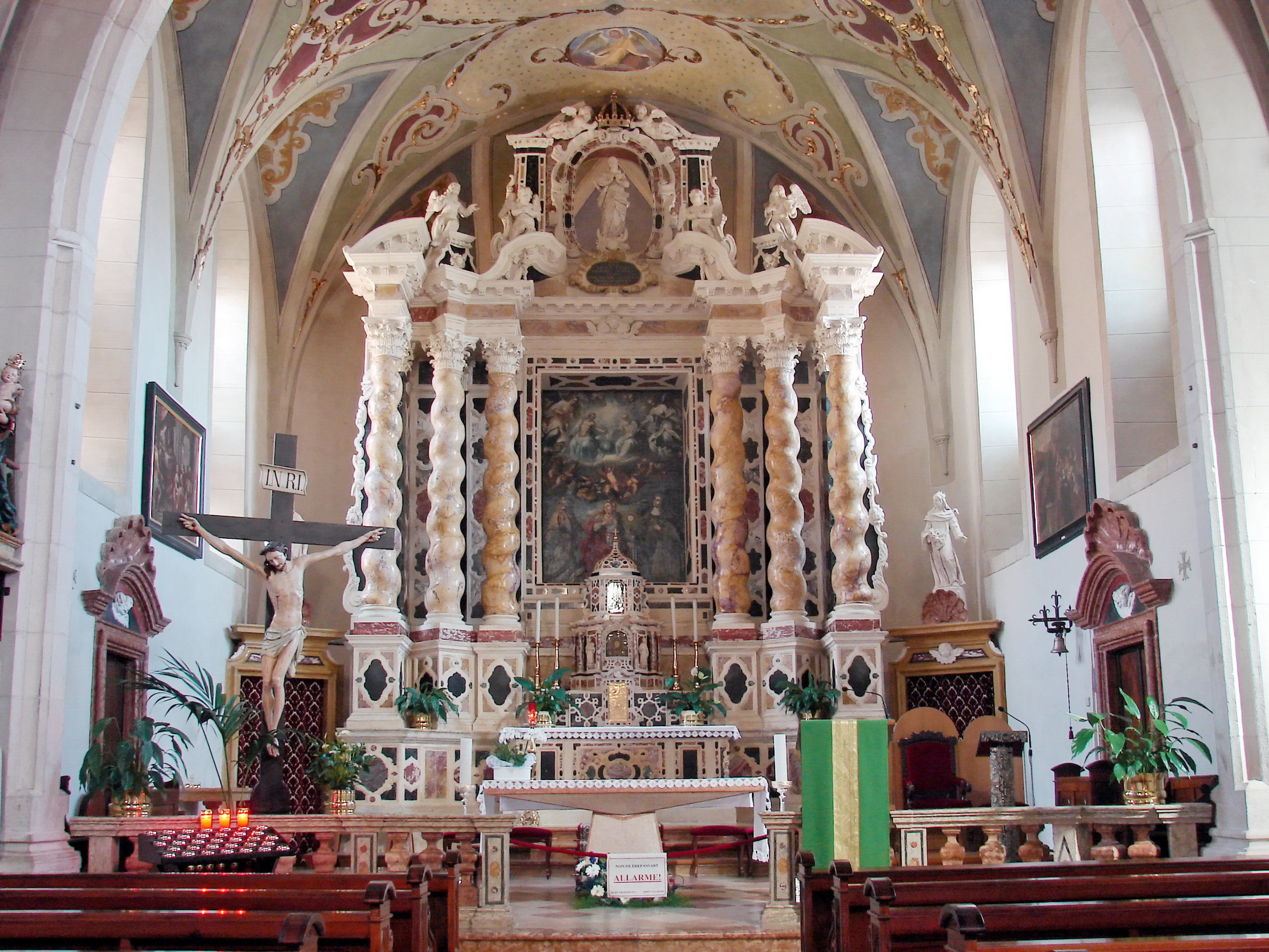
Intérieur